# Autochoria
Autochoria (samosiewność) – proces samoczynnego rozsiewania diaspor przez roślinę, przy wykorzystaniu własnych sił i mechanizmów rośliny macierzystej. Oddalenie się diaspor od rośliny macierzystej jest stosunkowo niewielkie, autochoria ma więc znaczenie głównie jako czynnik zwiększający zagęszczenie populacji w danym biotopie. Czasem diaspora, przenoszona niedaleko od rośliny macierzystej, trafia na inny czynnik transportujący ją dalej – jest to kombinowany sposób rozsiewania.
Rodzaje autochorii:
- blastochoria – rosnące na długość pędy dostarczają diaspory na miejsce ich dalszego rozwoju,
- ballochoria – różnego rodzaju mechanizmy balistyczne odrzucają diaspory od rośliny macierzystej,
- herpochoria – diaspory są rozsiewane na skutek własnych ruchów pełzających.